# フォチャ (ボスニア・ヘルツェゴビナ)
フォチャ（セルビア語:Фоча、ボスニア語:Foča、クロアチア語:Foča）は、ボスニア・ヘルツェゴビナの町、およびそれを中心とした基礎自治体。ボスニア・ヘルツェゴビナを構成する2つの構成体のうちスルプスカ共和国に属し、ドリナ川の東岸、フォチャ地方にある。フォチャ地方の中心的な都市である。

## 歴史
町は中世にはフヴォチャ（Hvoča / Хвоча）と呼ばれた。町はやがて、ラグーサ共和国（ドゥブロヴニク）と、オスマン帝国のイスタンブールを結ぶ交易の拠点として発展した。

フォチャのスティエスカ国立公園にあるスティエスカの戦いの記念碑(スポメニック)

第二次世界大戦の間、地元のセルビア人は、クロアチア人のナチスト組織ウスタシャと、ウスタシャに協力するムスリム・ボスニア人の軍によってジェノサイドの対象とされ、組織的な蛮行が行われた。それに対する報復として、セルビア人の民族主義組織チェトニックは組織的にムスリム女性を強姦し、フォチャにいた10,000人の男性のノドを切った。第二次世界大戦の全期間にわたって、ザハリヤ・オストイッチ（Zaharija Ostojić）率いるチェトニックの部隊が、8,000人を殺害した。またこの地は、ヨシップ・ブロズ・ティトー率いるパルチザンとナチス・ドイツの伝説的な戦いである「スティエスカの戦い」が行われた場所である。この戦いで死亡したパルチザン兵士のためのモニュメント（スポメニック）が、フォチャ市内の村ティエンティシュテ（Tjentište）のスティエスカ国立公園内に建てられている。

### ボスニア・ヘルツェゴビナ紛争とその後
1992年、フォチャはセルビア人の武装勢力の支配下に置かれた。この地域に居住していたすべてのボシュニャク人が民族浄化の対象となった。フォチャ出身の2,704人は紛争中に死亡したか行方不明となっている。この死者・行方不明者の多数を占めるのはボシュニャク人である。フォチャはまた、強姦収容所の設置場所となった。パルチザン会館はセルビア人勢力によって収容所として利用され、数百人のボシュニャク人女性が組織的に強姦された。
セルビア人勢力によるボスニア東部での民族浄化に関して、旧ユーゴスラビア国際戦犯法廷の判決では以下のように言及されている:
はじめ、セルビア人武装勢力は非セルビア人の市民を東部ボスニアで攻撃した。町や村はひとたびセルビア人の手に落ちると、セルビア人勢力 - 軍や警察、準軍事組織、そして時にはセルビア人の村人までもが - おなじパターンに従って行動した。ボシュニャク人の家や住宅は組織的に破壊されるか放火され、ボシュニャク人の市民は追い込まれるか捕らえられ、時に殴打され、殺害された。男性と女性は分離され、男性らの多くは強制収容所に送られた。女性らは各地の抑留地にとどめ置かれ、極めて劣悪な環境の中での生活を強いられ、繰り返し強姦されるなどの虐待を受けた。セルビア人の兵士や警官はこれらの抑留地を訪れ、一人あるいは複数の女性を選んで連れ出し、強姦した
旧ユーゴスラビア国際戦犯法廷では、セルビア人勢力の指導者であったスルプスカ共和国の2代目の大統領ビリャナ・プラヴシッチとの司法取引が行われ、このときプラヴシッチは罪を認め、紛争中にフォチャで組織的な大量強姦が行われた事実を認めた。セルビア人勢力の兵士ノヴィスラヴ・ジャイッチ（Novislav Djajic）の法廷では、1992年6月にフォチャ地域でジェノサイドが行われたことが認定された。
1992年4月22日、セルビア人勢力はアラジャ・モスク（Aladža džamija）を爆破した。さらに、16世紀から17世紀にかけて建てられたほかの8つのモスクも破壊した。
1995年にデイトン合意が調印され、セルビア人勢力に取り囲まれて孤立地帯となっていたゴラジュデ（Goražde）と、ボシュニャク人やクロアチア人を主体とする構成体ボスニア・ヘルツェゴビナ連邦の本体との間に回廊が設置された（ボスニア＝ポドリニェ県）。これに伴って、以前のフォチャ自治体のうち、北部の一部地域はフォチャから切り離され、フォチャ＝ウスティコリナ（Foča-Ustikolina）となった。
フォチャは「セルビア人の地」を意味するスルビニェ（Србиње / Srbinje）へと改称された。「Srbi」は「セルビア人」、「-nje」はスラヴ語で場所を表す接尾語である。2004年、ボスニア・ヘルツェゴビナの憲法裁判所は、この名前は憲法違反であると裁定し、その呼称をフォチャに戻した。スルプスカ共和国の議会はこれにしたがって呼称を戻す法案を採択した。

## 人口

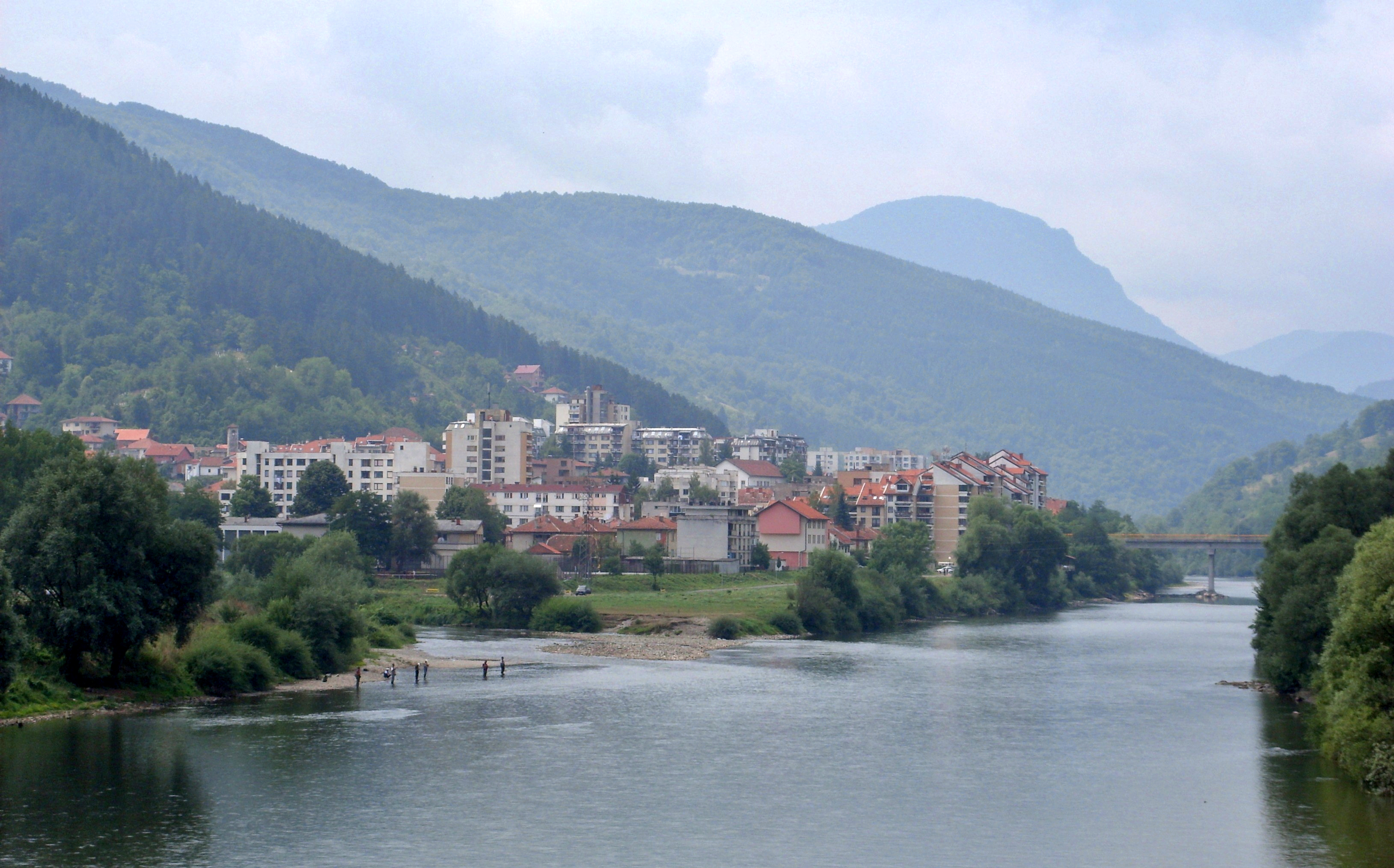
フォチャの町とドリナ川

### 1971年
総人口: 48,741人
- ボシュニャク人 - 25,766人（52.86%）
- セルビア人 - 21,458人（44.02%）
- クロアチア人 - 218人（0.44%）
- ユーゴスラビア人 - 102人（0.20%）
- その他 - 1,197人（2.48%）

### 1991年
1991年の国勢調査によると、フォチャ自治体には全体で40,513人の人口があった。その民族別内訳は次の通りである。
- ボシュニャク人 - 20,898人（51.58%）
- セルビア人 - 18,339人（45.27%）
- ユーゴスラビア人 - 448人（1.11%）
- クロアチア人 - 104人（0.26%）
- その他 - 73人

フォチャの町には16,628人の人口があり、その主要な民族は次の通りであった。
- セルビア人 - 8,713人（52.39%）
- ボシュニャク人 - 7,029人（42.27%）
- その他 - 886人（5.34%）

### その後
1991年以降、2008年にいたるまで公式な調査は行われていない。しかし、自治体による情報から、その人口は24,000人程度であると推測され、そのほぼすべてがセルビア人と見られる。
2013年の国勢調査によると18,288人が自治体に居住。

## 特徴
フォチャはフォチャ自治体の中心であり、フォチャ地方の主都である。
フォチャにはスルプスコ・サラエヴォ大学の複数の学部がおかれている。また、セルビア正教会の神学校「サラエヴォとダバル＝ボスナの聖ペータル神学校」がある。1992年までは、フォチャにはボスニアの重要なイスラム教の神学校である「ソコルル・メフメト・パシャのマドラサ」があった。
スティエスカ（Sutjeska）はボスニア・ヘルツェゴビナで最古の国立公園であり、フォチャ自治体の中にある。

## 姉妹都市
- クラグイェヴァツ[7]（セルビア）